# 和平门 (北京)
39°54′00″N 116°23′03″E / 39.8999258°N 116.3842678°E

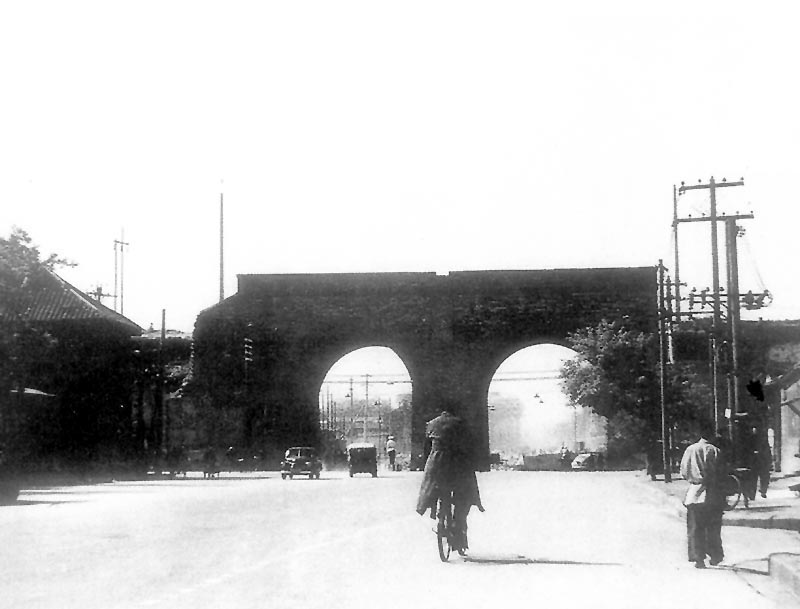
1956年的和平门门券

和平门是北京的一个城门，位于内城南城墙，正阳门和宣武门之间。它建于1926年，并非是北京的传统城门，该门无城楼、瓮城之设，而只是在城墙上开的两个拱形券洞，并将该处墙体略增高增厚，用来连通南新华街与北新华街，便利内外城之间的交通。
和平门初名“新华门”，1927年改名“和平门”，以区别于中南海新华门。张作霖时期此门曾改名为兴华门，后改回。门洞高13米，宽10米，各装两扇铁门。1958年将门洞拆除，改为豁口。

## 交通
- 和平门站